# Gare de Saint-Rambert-en-Bugey
Gare de Saint-Rambert-en-Bugey vasútállomás Franciaországban, Saint-Rambert-en-Bugey településen.

## Vasútvonalak
Az állomást az alábbi vasútvonalak érintik:
- Lyon–Genf-vasútvonal

## Kapcsolódó állomások
A vasútállomáshoz az alábbi állomások vannak a legközelebb:
- Gare de Tenay - Hauteville
- Gare d’Ambérieu